# Fragilaria
Fragilaria (lat. Fragilis 'fragiel') is een geslacht van diatomeeën (Bacillariophyta) met ongeveer 100 soorten die voorkomen in zoet- en zeewater.

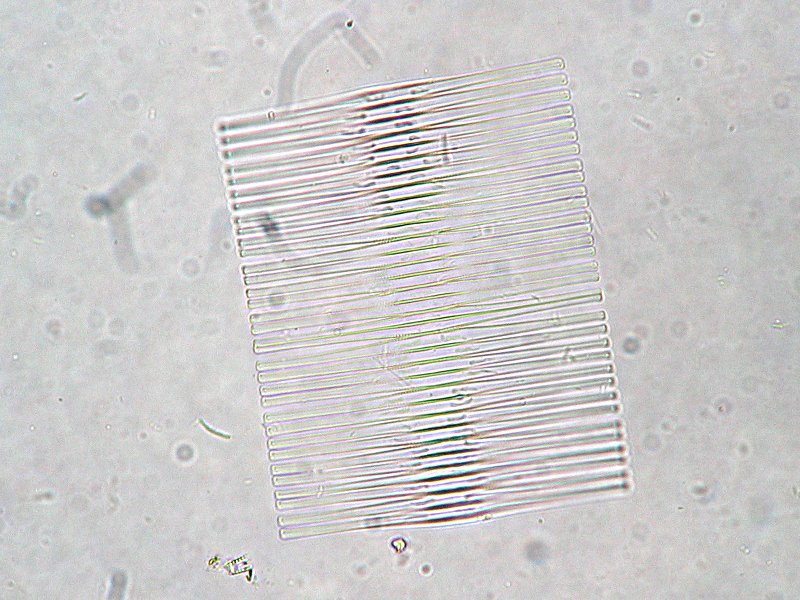

## Kenmerken
De cellen van Fragilaria zijn gerangschikt in platte, onvertakte banden, die vaak in hun lengteas gedraaid zijn. De individuele cellen hebben de typische diatomeeënschaal, bestaande uit twee tellers. Dit is rechthoekig gezien vanaf de zijkant en staafvormig gezien vanaf de schaal. De cellen hebben een centrale kern en twee plastiden die onder de schaal liggen en dankzij fucoxanthine goudbruin zijn. De plastiden bevatten verschillende pyrenoïden. Sommige soorten hebben meerdere, schijfvormige plastiden. Doordat de schalen in de banden altijd verbonden zijn met de schaalvlakken is het zijaanzicht vrijwel altijd zichtbaar. De maat is 5 tot 170 micrometer.

## Voortplanting
Ongeslachtelijke voortplanting vindt plaats door de typische verdeling van de diatomeeën in twee delen, wat leidt tot verlenging van het ligament. De tape kan ook breken. De vorming van permanente sporen is bekend, maar het is niet bekend of ze worden gevormd door seksuele voortplanting. De variabiliteit van het geslacht is het gevolg van verschillende celgroottes, verschillende lengte/breedteverhoudingen van de cellen in zijaanzicht en de vorm van de cellen in schaalaanzicht.

## Voorkomen
Fragilaria is een veel voorkomend geslacht in plankton en in de sedimenten van stilstaand, oligotroof tot eutroof water. Massale ontwikkelingen vinden vaak plaats in de zomer. Minder vaak zitten ze vast in stromend water.